# Kajetan Nowiński
Kajetan Nowiński (ur. ok. 1795 w Krakowie, zm. 22 kwietnia 1857 w Lublinie) – polski aktor i dyrektor teatrów prowincjonalnych.

## Kariera aktorska
Występował w teatrze krakowskim i wileńskim. Następnie związał się z zespołami teatrów prowincjonalnych: Kazimierza Skibińskiego (1826-1827) i Jana Aśnikowskiego (1828). W latach 1832–1836 ponownie był aktorem teatru krakowskiego. Występował również przez całe życie w prowadzonym przez siebie zespole. Grywał role komediowe i dramatyczne. Wystąpił m.in. w rolach: Łukasza (Szkoda wąsów), Fortunata (Chłop milionowy), Tarantullosa (Napoleon w Hiszpanii), Kapelana (Damy i huzary), Judeusa (Machabeusze), Hariadyna (Hariadyn Barbarossa czyli Zdobycie twierdzy Regio), Solimana (Roksolana czyli Trzy sułtanki) i Edwarda Glentorna (Sen czyli Kaplica w Glentorn).

## Zarządzanie zespołami teatralnymi
Utworzył zespół teatralny w 1828 r. w Zamościu. Zespół ten prowadził działalność o charakterze teatru wędrownego na obszarze Królestwa Polskiego do 1857 r. z przerwą na lata 1831-1836 (w tym okresie Kajetan Nowiński występował jako aktor w teatrze krakowskim). Okresowo zawierał współpracę z innymi dyrektorami teatrów prowincjonalnych, m.in. Tomaszem Andrzejem Chełchowskim, Janem Szymkajłą i Maurice'em Pionem.

## Twórczość
Był autorem wierszy okolicznościowych oraz trawestacji utworów teatralnych (m.in. Pałacu Lucypera). Był autorem sztuk teatralnych: Dwie małpy czyli Spalenie osady brazylijskiej, Zalotnicy do wyboru, Oblężenie miasta Mińska oraz poematu scenicznego Orzeł Biały.

## Życie prywatne
W 1827 r. poślubił śpiewaczkę i aktorkę teatralną Domicelę Skarzyńską z Werowskich. Ich dzieci: Malwina i Bolesław związane były zawodowo z teatrem.